# 2016
2016. је била преступна година која је почела у петак. 2016. је шеснаеста година 3. миленијума, шеснаеста година 21. века и седма година 2010-их.

## Догађаји

### Јануар
- 1. јануар — У Кини је ступила на снагу политика два детета уместо дотадашње политике једног детета.
- 2. јануар — Саудијска Арабија је погубила Нимра ел Нимра због његове улоге у протестима 2011—2012.
- 3. јануар — Ирански демонстранти упали су рано ујутро у амбасаду Саудијске Арабије у Техерану, гневни што је Ријад погубио истакнутог шиитског свештеника Нимра ел Нимра.
  - Саудијска Арабија прекинула дипломатске односе са Ираном након напада на саудијску амбасаду у Техерану.
- 4. јануар — Краљевина Бахреин и Судан прекинули дипломатске односе са Ираном и позвали иранске дипломате да напусте земљу у року од 48 сати, док су Уједињени Арапски Емирати одлучили да односе спусте на нижи ниво.
  - Јак земљотрес у Индији и Бангладешу однео је најмање 10 живота, док је преко 160 људи повређено.
- 5. јануар — Кувајт повукао амбасадора из Ирана због напада на дипломатско представништво Саудијске Арабије.
- 6. јануар — Северна Кореја је саопштила да је извела пробу хидрогенске бомбе.
- 7. јануар — Председнички избори у Либану
- 8. јануар — У Мексику је ухапшен Хоакин „Ел Чапо” Гузман, вођа Синалоанског нарко-картела.
- 9. јануар — У Приштини ескалирали сукоби између полиције и демонстраната који се противе Заједници српских општина; бацани Молотовљеви коктели на зграду владе.
- 10—23. јануар — Европско првенство у ватерполу 2016. у Србији (у Београду)
  - 10—22. јануар — Европско првенство у ватерполу за жене 2016. у Србији (у Београду)
- 11. јануар — Аргентинац Лионел Меси по пети пут је проглашен за најбољег фудбалера света од стране Фифе.
- 12. јануар — Најмање 10 особа погинуло је у бомбашком нападу у Истанбулу.
  - У западнојоркширском граду Лидсу отворен је први енглески дистрикт црвених фењера.
- 13. јануар — Председник Руске Федерације Владимир Путин изјавио је да су руски научници развили веома ефикасан лек против смртоносног вируса еболе, који је у западној Африци однео преко 11.000 живота.[1]
- 14. јануар — Француски сатирични часопис Шарли ебдо поново је објавио карикатуру која је изазвала негативне критике јавности; наиме, карикатура приказује расистичке сцене сиријског дечака Ајлана Курдија како изводи сексуалне нападе на улицама Келна.[2]
- 15. јануар — Кинеска ракета-носач Дуги марш 3Б успешно лансирала белоруски телекомуникациони сателит .[3]
  - 10—31. јануар — Европско првенство у рукомету 2016. у Пољској
- 16. јануар — Међународна агенција за нуклеарну енергију (IAEA) објавила је да је Иран адекватно демонтирао свој програм нуклеарног наоружања, чиме су Уједињене нације одмах укине санкције.[4]
- 17. јануар — Ракета-носач Фалкон 9 v1.1 FT компаније Спејс екс успешно лансирала сателит за надгледање нивоа глобалних океана Џејсон 3.[5]
- 18. јануар — 
  - Седам држава ЕУ укинуло Шенген због избегличке кризе.
  - Влада Србије наложила је Аеророму Београд да опрости дуг Ер Србија у сувласништву арапског Етихада, у висини од 22 милиона долара.
- 19. јануар — У нападу бомбаша самоубице у северозападном Пакистану убијено најмање 10 и повређено 20 људи; сличан напад у северозападном Пакистану десио се и пре месец дана.
- 20. јануар — Стотине демонстраната у главном граду Молдавије, Кишињеву, пробило је полицијски кордон и упало у зграду државног парламента захтевајући поништавање гласања о новој влади и расписивање ванредних парламентарних избора.
  - Астрономи Мајкл Браун и Константин Батигин објавили су студију у којој се наводи да далеко изван орбите Плутона постоји још једна, велика планета, названа „Планета девет” или „Планета X”, која је око десет пута масивнија од Земље. Процењује се да јој за једну пуну орбиту око Сунца треба 10.000—20.000 земаљских година.[6][7]
- 21. јануар — У бомбашком нападу у Каиру (Египат) погинула 3 полицајца, док је 17 људи рањено. Напад се десио у близини пута који води ка древним пирамидама у Гизи, у предграђу Каира.
  - Земљотрес јачине 6,9 степени Рихтерове скале погодио је западну обалу Мексика, у савезној држави Халиско.
- 22. јануар — Екстремисти насумице пуцали и при томе убили најмање 20 људи на прослави у лидском ресторану у Могадишу (Сомалија); четворица нападача су убијена, а пети је ухапшен.[8]
  - У Кенији пронађена масовна гробница настала пре најмање 10.000 година.
  - У школи канадске провинције Саскачеван, у селу Ла Лош, нападач пуцао по школи и при томе убио четири те ранио још неколико особа.
- 23. јануар — Ватерполо репрезентација Србије освојила је Европско првенство победивши у финалу Црну Гору резултатом 10 : 8.
  - Снежна олуја погодила источну Америку (највише Вашингтон и Балтимор), при чему је погинуло неколико десетина људи, а неколико хиљада летова отказано. У појединим деловима Кине температуре су падале и до −41 °C, а снег је узорковао проблеме и у овој земљи.
- 24. јануар — Снажан земљотрес погодио југ америчке савезне државе Аљаске. Јачина је била 6,4—7,3 степени Рихтерове скале, а Америчка метеоролошка служба изјавила је да се цунами срећом не очекује.
  - Русија за мигранте до даљњег затворила граничне прелазе с Норвешком, из „сигурносних разлога”.
- 25. јануар — Снажан земљотрес јачине 6,1 степени Рихтерове скале регистрован је на простору између Марока и Шпаније.
  - Најмање 25 особа погинуло је у нападима бомбаша самоубица на пијаци у једном селу на северу Камеруна. У експлозијама је повређено око 30 особа.
  - У сиријском граду Алепо, на контролном пункту моћне исламистичке групе Ахрар ел Шам, у самоубилачком нападу убијена 23 лица укључујући четири цивила.[9]
  - У Централноафричкој Републици поништени су парламентарни избори због неправилности и умешаности кандидата у циљу обезвређивања демократског процеса.
- 26. јануар — Шумски пожар у Националном парку Лос Алеркес (у близини источних обронака Анди у Аргентини) неконтролисано се шири, а досад је изгорело више од 1.600 хектара заштићеног патагонијског парка.
  - Најмање шест школа у Паризу је евакуисано због претњи бомбашким нападом.
  - У Русији, од прошлог месеца од свињског грипа преминуло је преко 50 особа; надлежни наводе да епидемије нема и да је све под контролом.
  - Наоружани нападач отворио је ватру у медицинском центру у Сан Дијегу (САД), а о могућим жртвама ништа се још потврђено не зна.
  - Снажна експлозија одјекнула је у тржном центру у Стокхолму; полиција је потом привремено блокирала град.
- 27. јануар — У Европи (у Данској) потврђен је први случај заразе смртоносним и тренутно неизлечивим вирусом зика, који напада нервни систем новорођенчади. Вирус зика се преноси угризом комараца, а први симптоми се карактеришу боловима у зглобовима, грозницом и осетљивим очима које постају црвенкасте боје. Највише заражених је у Јужној те Латинској Америци.
  - Најмање четири египатска војника погинула су док је 12 других повређено у експлозији аутомобила за превоз трупа у предграђе града Ел Ариша на Синајском полуострву.
  - Ракета-носач Аријана 5 у геосинхрону орбиту успешно је доставила комуникациони сателит .[10]
- 28. јануар — Светска здравствена организација званично је потврдила избијање и експлозивно ширење вируса зика.[11] Број заражених у Северној Америци попео се на 31, док вирус наставља да хара Јужном и Латинском Америком где се број оболелих мери милионима.
  - Двоструки самоубилачки бомбашки напад извршен је на школу у граду Керава, на северу Камеруна; нема информација о рањенима или погинулима.
  - Египатски ловац -16 пао је током војне вјежбе на непознатој локацији у Египту, при чему је погинула цела посада.
  - Пет чланова посаде, међи којима и беба, погинуло је у паду хеликоптера на југоистоку државе Казахстан у региону највећег града Алматија.
  - Јака експлозија одјекнула је на самом улазу председничке палате Абда Рабоа Мансура ел Хадија у јеменском граду-луци Адену (бивши главни град), а страхује се да је погинуло најмање шест особа.
- 29. јануар — Најмање троје људи је погинуло, а 10 рањено у бомбашком и оружаном нападу на шиитску џамију Рида, у граду Махасен на истоку Саудијске Арабије.[12]
  - Ракета-носач Протон-М у геостационарну трансферну орбиту успешно је доставила комуникациони сателит .[13]
- 30. јануар — У руским ваздушним нападима у Сирији убијено је скоро 1.400 цивила; погинуло је такође 965 бораца Исламске Државе и 1.233 припадника осталих побуњеничких група.
  - Више десетина људи погинуло је у нападу исламиста из групе Боко Харам на село око 12 km од Мајдугурија (Јерва), на североистоку Нигерије.
- 31. јануар — Најмање 21 особа је погинула и 16 је повријеђено у ланчаном судару насталом услед магле и неприлагођене брзине; несрећа се десила на ауто-путу у близини града Бени Суеф, око 95 km јужно од египатске престолнице Каира.
  - Бивши мафијашки бос Роко Зито (87), који је годинама био један од челника озлоглашене мафије из италијанске покрајине Калабрије „Ндрагете” — с дугим искуством водеће фигуре у канадском подземљу —, убијен је у својој кући у Торонту; главни осумњичени је наводно зет убијеног мафијаша, Доменико Скопелити.
  - Број погинулих у три експлозије бомбе у близини шиитског светилишта Сајида Зејнаб — јужно од престолнице Дамаска — порастао је на 60. Међу погинулима је и 25 шиитских бораца.

### Фебруар
- 1. фебруар — Најмање 13 студената (међу којима 10 жена и 3 мушкарца) из колеџа у граду Пуне, који су ишли са још 102 колега и 11 наставника у Муруд на школски излет, утопило се у мору око 150 km јужно од Мумбаја у западној Индији.
  - Најмање 11 особа убијено је на прослави организованој поводом 15. рођендана тинејџерке на југу Мексика, у савезној држави Гереро недалеко од границе са суседном савезном државом Мичоакан.
  - Бомбаш-самоубица разнио се у главном граду Авганистана Кабулу и том приликом убио најмање 20 људи; у нападу је погођена база авганистанске полиције у средишњем делу престонице.
  - Девет средњих школа у Сиднеју поновно је евакуисано, три дана након масовне евакуације школа у Аустралији, због лажних претњи постављеним бомбама.
  - Ракета-носач Дуги марш 3Ц у средњу Земљину орбиту успешно је доставила сателит BDS M3-S, део кинеског сателитског навигационог система COMPASS.[14]
- 2. фебруар — Влада Хондураса прогласила је ванредну ситуацију у земљи након што је регистровано 3.649 могућих случајева вируса зика за мање од три месеца.
  - На страначким изборима у Америци, Тед Круз је победио Доналда Трампа за републиканску номинацију, а демократкиња Хилари Клинтон — најтешњом победом у демократским кокусима које је савезна земља Ајова икада имала (разлика је била само две десетине процента) — тријумфовала је над ривалом Берни Сандерсом.
  - Најмање девет миграната, од којих двоје деце, у бродолому који се догодио док су покушавали стићи у Грчку утопило се у Егејском мору недалеко од места Сеферихисара у покрајини Измир, уз западне обале Турске.
  - 2—13. фебруар — Европско првенство у футсалу 2016. у Београду
- 3. фебруар — Редак случај вируса зика који се пренео овог пута сексуалним путем а не уједом комарца, регистрован је у САД. Код 34 људи у Мексику дијагностикован је вирус зика, док је троје Мексиканаца заражено у иностранству.
  - Десеторица војника која су патролирала на висини од 5.800 метара затрпала је лавина на индијском делу Хималаја — у региону Кашмира, који је предмет вишедеценијског спора између Индије и Пакистана.
  - У Србији је почео са радом први ЛГБТ радио под називом „ЛГБТ Србија”.
- 4. фебруар — Уједињене нације прогласиле право на абортус једним од људских права жене које јој нико не може одузети.
- 5. фебруар — Више од 115 људи остало је блокирано под земљом после урушавања рудника злата у провинцији Мпумаланга на истоку Јужне Африке.
  - Петоро путника је погинуло а тридесеторо је повређено у саобраћајној несрећи у граду Плојешту у Румунији, када је аутобус — у ком је било око 40 људи — ударио у камион.
  - У пожару који је избио у хотелу „Капитол” у Ербилу, главном граду Ирачког Курдистана, погинуло је најмање 17 људи.
  - Земљотрес јачине 6,4 степени Рихтерове скале, регистрован на дубини од 10 km, погодио је јужни Тајван; услед земљотреса, погинуло је најмање 113 особа и 327 је повређено, а срушило се много зграда у двомилионском граду Тајнану, који је 39 km северозападно од епицентра.
  - Јапански вулкан удаљен око 50 km од нуклеарне електране Сендај еруптирао је, избацујући пепео 2 km у ноћно небо.
  - Ракета-носач Атлас V 401 у средњу Земљину орбиту успешно је доставила сателит GPS IIF-12, део америчког сателитског навигационог система GPS.[15]
- 6. фебруар — Најмање 37 особа погинуло је у саобраћајној несрећи на западу Индије, када је аутобус са моста пао у реку Пурна у дистрикту Навсари, у индијској савезној држави Гуџарат.
  - Најмање 9 особа је убијено а више од 35 рањено када је бомбаш-самоубица активирао експлозив у близини камиона са припадницима безбедносних снага у граду Квета на југозападу Пакистана.
- 7. фебруар — Северна Кореја је лансирала ракету дугог домета „Унха” са сателитом Kwangmyŏngsŏng-4[16] упркос забранама употребе балистичке ратне технологије, после чега је сазвана хитна ванредна седница Већа сигурности УН.
  - У Орланду (Флорида) убијене су две а десет особа је рањено након оружаног инцидента у ноћном клубу.
  - Ракета-носач Сојуз 2.1б у средњу Земљину орбиту успешно је доставила сателит Космос 2514, део руског сателитског навигационог система GLONASS.[17]
- 8. фебруар — Леопард који је ушао у међународну школу Вибгјор у индијском граду Бангалоре (Кундалахали), повредио је шест особа које су покушале да га ухвате, пре него што је успаван и пребачен у национални парк.
- 9. фебруар — Десет особа је погинуло а око 100 је повређено у судару два путничка воза у јужном делу Баварске.
- 10. фебруар — Две жене у нигеријској држави Борнео разнеле су се и убиле тако више од 60 људи, а трећа је одустала када је видела своју породицу.
  - Најмање 15 људи је погинуло док је више особа повређено у експлозији која је настала након судара цистерне са течним нафтним гасом и аутомобила у граду Шеикхупура на истоку Пакистана.
  - Шест особа је рањено у нападу на болницу у Тафасу у јужној Сирији, 12 km од јорданске границе, а град је напустило преко 20.000 људи.
  - Земљотрес јачине 6,3 степена Рихтерове скале погодио је централни регион Чилеа; регистрован је 40 km западно од Овалеа и узроковао је потресање зграда у Сантјагу.
  - Ракета-носач Делта IV M+(5,2) у ниску Земљину орбиту успешно је доставила радарски шпијунски сателит Националног уреда за извиђање (САД).[18]
- 11. фебруар — Научници су објавили да су по први пут у историји детектовани гравитациони таласи, што је историјско откриће у свету физике и науке генерално, јер је овиме потврђено последње предвиђање Ајнштајнове опште теорије релативности те су остварена друга важна открића.
  - Приликом пада хеликоптера грчке морнарице на малом острву Кинарос у источном Егејском мору, погинула су три члана посаде.
  - Најмање 70 људи је повређено након што је воз на путу за Каиро, близу града Бени Суеф на југу државе, искочио из шина.
  - Професор је пуцао на колеге на југу Саудијске Арабије и убио најмање шест особа а ранио две; напад се догодио у згради Министарства образовања, у јужној провинцији Џазан.
  - Тринаест особа је погинуло а две су повређене у Алжиру у судару камиона и минибуса у регији Нама, 650 km југозападно од главног града Алжира.
  - У побуни и пожару у затвору „Топо чико” у близини града Монтереја, на северу Мексика (држава Нуево), убијено око 50 особа.
- 12. фебруар — Папа Фрања и патријарх Руске православне цркве Кирил састали су се у ваздухопловној луци у Хавани, што је био први састанак неког поглавара Католичке цркве и руског патријарха од Црквеног раскола 1054. године; после историјског састанка проглашена је Заједничка декларација папа Фрање и патријарха Кирила (енгл. Joint Declaration of Pope Francis and Patriarch Kirill), позната и као Хаванска декларација (енгл. Havana Declaration).
  - Снажан земљотрес јачине 6,5 степени Рихтерове скале, регистрован три километра југоисточно од Андекантера у региону Сумбе и на дубини од 30 km, у 17.02 часова по локалном времену погодио је исток Индонезије.
  - 12—21. фебруар — Зимске олимпијске игре младих 2016. у Норвешкој
- 13. фебруар — У саобраћајној несрећи у којој је учествовало 13 возила на ауто-путу између градова Пуебле и Оризабе, у централном Мексику, погинуло је најмање 9 људи док је 40 повређено.
  - Земљотрес јачине 5,1 степени по Рихтеру погодио је подручје на северозападу америчке државе Оклахоме, након чега је уследио други земљотрес јачине 3,9 степени по Рихтеру на истом подручју; земљотрес се осетио у Канзасу, Мисурију, Новом Мексику, Небраски, Тексасу, Арканзасу и Ајови.
- 14. фебруар — Три особе су погинуле а више од 70 је пребачено у болницу због повреда задобијених у великом ланчаном судару који се догодио на главном ауто-путу 78 у америчкој држави Пенсилванији; у судару који се десио за време краткотрајне снежне олује учествовала су 64 аутомобила и десетак теретних возила.
  - Снажан земљотрес јачине 5,7 степени Рихтерове скале, регистрован око 10 km од града Крајстчерч на источној обали земље у 13.13 часова по локалном времену, погодио је источни Нови Зеланд.
- 15. фебруар — Најмање 23 особе погинуле су у бомбардовању двеју болница „Доктора без граница” у Азазу и Идлибу, на северу Сирије.
  - Две особе су погинуле а девет је повређено када је експлодирала бомба у аутомобилу на југу руске републике Дагестан.
  - У паду јужнокорејског војног хеликоптера bel UH-1H током пробног лета погинула су тројица војника.
- 16. фебруар — Најмање седморо људи погинуло је у експлозији гаса у једној петоспратници у руском граду Јарослављу, а страхује се да је већи број људи остао заробљен под рушевинама.
  - Хеликоптер ирачке војске Mi-17 срушио се у уторак на југу Багдада због „техничког проблема”, што је узроковало смрт девет особа.
  - Руска ракета-носач Рокот у ниску Земљину орбиту успешно је доставила океанографски сателит Сентинел-3А Европске свемирске агенције.[19]
- 17. фебруар — Најмање 28 особа је погинуло а 61 је рањена у терористичком нападу у центру Анкаре.
  - Бомбаш самоубица убио је најмање 13 регрута у јеменском војном кампу под контролом снага председника Абда Раба Мансура ел Хадија у лучком граду Адену.
  - Шест особа умрло је од гушења димом након што је маса запалила градску скупштину у боливијском граду Ел Алту због спора око корупције.
  - Припадници „Националне ослободилачке армије” убили су двојицу полицајца у колумбијском граду Нарину, након чега су у ваздух дигли део нафтовода „Трансандино”.
  - Ракета-носач H-IIA у ниску Земљину орбиту успешно је доставила свемирски телескоп Хитоми, на чијој су изградњи заједнички радиле агенције JAXA и Наса.[20]
- 18. фебруар — У директном судару аутобуса који је путовао ка месту Тамале и камиона натовареног парадајзом, код Кумасија — другог по величини града у Гани смештеног северно од престонице Акре —, погинула је најмање 71 особа а више од 13 је теже повређено.
  - Више од 24 ирачких цивила убијено је у два зрачна напада у градовима које држи Исламска Држава на западу Анбар покрајине, у градовима Хет и Рутбах.
- 19. фебруар — Џеј Фамиглијети, један од покретача истраживања које је објављено у часопису Наука (енгл. Science), изјавио је да се суха подручја на Земљи додатно исушују док се она натопљена водом све више натапају, те да је због тога у задњих неколико десетљећа тло упило додатних 3,2 трилиона тона воде које складишти у земљи, језерима и подземним водама, што је опет успорило подизање морске разине услед топљења ледника за чак 20%; овиме је упозорио да Земљу чека катастрофа (суша) о којој нико не прича, а да ће последице бити глобалне и да ће се осетити у свим сферама живота.
  - Амерички борбени авиони извели су ваздушне ударе по милитантима повезаним са „Исламском Државом” у западној Либији, убивши скоро 40 особа у операцији која је имала за циљ убијање осумњиченог за два смртоносна напада прошле године у суседном Тунису.
  - Двојица бомбаша самоубица напала су пијацу у северном камерунском селу Меме, убивши 20 и ранивши 70 људи; двојица повезаних злочинаца напала су школу у оближњем граду.
- 20. фебруар — Премијер Уједињеног Краљевства Дејвид Камерон изјавио је да ће се референдум о чланству УК у ЕУ одржати 23. јуна ове године.
  - Јовери Кагута Мусевени, често називан „благонаклоним диктатором”, својио је — после 30 година власти — пети председнички мандат на изборима у Уганди, са 60,75% гласова.
- 21. фебруар — Кандидаткиња за председницу САД Хилари Клинтон однела је победу у односу на свог страначког противника Бернија Сандерса у Невади. Бивша прва дама је према пребројаним листићима имала 52% гласова, док је социјалиста Сандерс освојио 48%. Доналд Трамп је победио своје страначке колеге и ривале, сенатора Флориде Марка Рубија и сенатора Тексаса Теда Круза, тако остваривши трећу узастопну победу после Хемпшира и Каролине, док су лоши резултати бившег гувернера Флориде Џеба Буша приморали на јавни излазак из трке да постане трећи председник Буш након оца и брата.
  - Најмање 140 особа је погинуло а више десетина је рањено у низу бомбашких напада у Хомсу и код храма у близини Дамаска (Сирија).
  - Пацифичко острво Фиџи захватио је снажан циклон Винстон који је обарао бандере и изазивао поплаве, при чему је у току кобног дана погинуло најмање 20 особа.
- 22. фебруар — Кубански председник Раул Кастро најавио је мобилизацију чак 9.000 војника како би покушали елиминисати жаришта комараца и сачувати земљу од епидемије вируса зика, који је до сада погодио најмање 36 земаља од којих је 28 у Америкама. Бразил, земља која је највише погођена, рачуна да до сада има више од 1,5 милиона случајева заражених зика вирусом од 2015. године и Светска здравствена организација (WHO) очекује „експлозивно” ширење овог вируса у Северној и Јужној Америци, са 3 до 4 милиона случајева ове године.
  - Најмање 13 особа, међу којима је девет цивила, погинуло је у понедељак у самоубилачком нападу на авганистанску полицију, око 60 km северозападно од Кабула.
  - Сиријски председник Башар ел Асад расписао је парламентарне изборе за 13. април ове године. Последњи парламентарни избори у Сирији били су 2012. године, а одржавају се сваке четири године.
- 23. фебруар — Амерички државни секретар Џон Кери рекао је да би била грешка да било која страна прекрши договорено јер ће услиједити посљедице, везано за споразум о примирју у Сирији склопљен дан пре, који је на снази од 27. фебруара и који не укључује екстремистичке групе Исламска Држава и Ел Нусра Фронт за Заштиту Леванта.
- 24. фебруар — Десетине хиљада радника јавног сектора у Аргентини ступило је у једнодневни штрајк.
- 25. фебруар — У експлозији метана у руднику угља код града Воркута погинуло је више десетина рудара и спасилаца.
  - Најмање 15 људи је погинуло у самоубилачком нападу двојице бомбаша-самоубица на шиитску џамију у ирачкој престоници Багдаду; још 50 људи је повређено у експлозијама у већински шиитском насељу Шула.
  - САД и НРК постигли су споразум о резолуцији ОУН, која би увела оштрије санкције Северној Кореји као казну за недавну нуклеарну пробу и лансирање балистичке ракете.
- 26. фебруар — Наоружани нападач је убио најмање четворо људи а ранио двадесетак, у насумичној пуцњави која је завршила на његовом радном месту Ексел у Хесону (Канзасу, САД). И сам нападач је на крају убијен.
  - У нападу исламистичких побуњеника Шебаба на хотел у централном делу Могадиша погинуло је 12 особа.
  - У Ирану су на 53.000 бирачких места одржани парламентарни избори; дан после објављено је да се излазност процењује на 60%.
  - Швајцарац Ђани Инфантино изабран је за председника Фифе.
- 27. фебруар — Најмање 30 особа, цивила и шиитских побуњеника погинуло је у ваздушном нападу авијације коалиције коју предводи Саудијска Арабија на јеменску пијацу у граду Накил бен Хајлан.
  - Најмање 10 цивила је убијено а 40 рањено у самоубилачком бомбашком нападу у граду Асадабад у покрајини Кунар на истоку Авганистана.
  - У самоубилачком нападу који су починили талибани у близини Авганистанског министарства одбране у Кабулу погинуло је девет и повређено 13 особа.
- 28. фебруар — Хилари Клинтон остварила је у Каролини трећу узастопну победу после Ајове и Неваде. Берни Сандерс је изгубио до сада највећом разликом, 73,5% — 26%.
  - Више од 180 људи убијено је првог дана примирја у Сирији; већина је смртно страдала у нападу Исламске Државе на северни део земље.
  - У два бомбашка самоубилачка напада у већинској шиитској четврти Садр Сити у Багдаду убијено је најмање 24 и рањено више од 60 особа.
  - Исламистичка група Ел Шебаб извршила је двоструки самоубилачки бомбашки напад на раскрсницу и оближњи ресторан у граду Баидоа (Бајдабо) у Сомалији, усмртивши притом најмање 30 и ранивши 61 људи.
- 29. фебруар — Најмање 40 особа погинуло је а 58 је рањено у нападу бомбаша-самоубице на сахрани заповедника шиитске милиције у Мукдадији (источна ирачка покрајина Дијала), за који је одговорност преузела Исламска Држава.
  - Нападач наоружан ножем избо је шест дечака и четири девојчице испред капије основне школе у граду Хајкоу (у јужној кинеској провинцији Хајнан), а потом извршио самоубиство.
  - У Њујорку је почела седница Већа сигурности УН на којој се разматрао извештај генералног секретара УН Бан Ки Муна о раду УНМИК-а и ситуацији на Косову у протеклом тромесечју.

### Март
- 1. март — 18 људи јавно је избатинано штапом од ратана на бини поред џамије у граду Банда Ачеху (престоница западне индонежанске провинције Ачех) јер су прекршили шеријат. Међу кажњенима је био и један невенчани пар, младић и девојка који су проводили време сами без надзора.
  - У Оману је 18 људи погинуло а 14 је повређено у саобраћајној несрећи западно од престонице Муската, на путу Ибри-Фахуд и уз учешће аутобуса, камиона и путничког аутомобила.
- 2. март — Тексаски сенатор Тед Круз са 36% — 34% суперуторских гласова на предрепубликанским изборима у Аљасци, победио је милијардера Доналда Трампа у утрци за Председничке изборе у САД 2016; флоридски сенатор Марко Рубио добио је тек 15% гласова. Пензионисани неурохирург Бен Карсон напустио је изборну трку.
  - Веће сигурности УН једногласно је усвојило резолуцију о драматичном проширењу постојећих санкција против Северне Кореје као одговор на њен нуклеарни тест 6. јануара. О предлогу резолуције договорили су се претходно САД и НРК, а према новим санкцијама мора се контролисати сав терет који иде у Северну Кореју или долази из ње.
  - Снажан и плитак земљотрес јачине 7,9 степени Рихтерове скале, са епицентром 808 km југозападно од Паданга, погодио је цело подручје код западне обале индонежанског острва Суматре. Штете или жртава нема, а упозорење о цунамију је укинуто.
- 3. март — Северна Кореја је из морнаричке вазе Вонсан око 2.30  испалила низ ракета кратког домета у Источно море (познато и као Јапанско море).
- 4. март — У бомбашком и ракетном нападу на југоистоку Турске убијена су два полицајца, док је најмање 14 особа повређено.
  - Ракета-носач Фалкон 9 1.1  у суперсинхрону трансферну орбиту успешно је доставила комуникациони сателит .[21]
- 9. март — Ракета-носач Аријана 5 у геостационарну трансферну орбиту успешно је доставила комуникациони сателит .[22]
- 10. март — Индијска ракета-носач PSLV-XL у субсинхрону трансферну орбиту успешно је доставила навигациони сателит IRNSS-1F; ово је шести сателит Индијског регионалног сателитског навигационог система (енгл. Indian Regional Navigation Satellite System, IRNSS).[23]
- 13. март — Руска ракета-носач Сојуз 2.1б у ниску Земљину орбиту успешно је доставила сателит за надгледање Ресурс-П3.[24] Један од соларних панела се није у потпуности отворио, али се инжењери надају да ће тај проблем решити у наредним седмицама.
  - У експлозији бомбе у Анкари погинуло је 34 људи и најмање 125 рањено.
- 14. март — Ракета-носач Протон М ка Марсу успешно лансирала Егзомарс орбитер са лендером Скјапарели. Мисија је заједнички пројекат Европске свемирске агенције и Роскосмоса.[25]
- 16. март — Потопљена је Ваљевска Грачаница, услед пуњења акумулације Ровни, упркос апелима да се акумулација не пуни до пројектованог врха, како би се спасла црква[26].
- 17—20. март — Светско првенство у атлетици у дворани 2016. у Сједињеним Државама
- 18. март — У 21.26 UTC ракетом Сојуз са космодрома Бајконур лансирана трочлана посада ка Међународној свемирској станици. Посаду чине Алексеј Овчињин и Олег Скрипочка из агенције Роскосмос и Џефри Вилијамс из Насе.[27]
  - Пет особа ухапшено је током полицијске акције у бриселској четврти Моленбеку, међу њима је и главни осумњичени за нападе у Паризу 13. новембра 2015. Салах Абдеслам. Он је лакше рањен у ногу и пребачен је у болницу.
- 19. март — На југу Русије се при слетању срушио Боинг 737 компаније FlyDubai; свих 55 путника и 7 чланова посаде су погинули.
- 22. март — У синхронизованим експлозијама на аеродрому у Бриселу, погинуло 34 људи и најмање 170 рањено. Белгијска влада прогласила нападе терористичким.
- 23. март — Ракета-носач Атлас V (401]]) у ниску Земљину орбиту успешно доставила аутоматски брод за снабдевање Сигнус OA-6.[28] Мотор првог степена угасио се пет секунди пре плана, па је мотор другог степена морао да компензује.[29]
- 24. март — Ракета-носач Сојуз 2.1а у хелиосинхрону орбиту успешно доставила извиђачки сателит Руских ракетних снага — Барс М.[30]
- 29. март — Кинеска ракета-носач Дуги марш 3А у нагнуту геосинхрону орбиту успешно доставила навигациони сателит .
- 31. март — Хашки трибунал је ослободио кривице председника Српске радикалне странке Војислава Шешеља по свим тачкама оптужнице.
  - Ракета-носач Сојуз 2.1а у ниску Земљину орбиту успешно доставила аутоматски број за снабдевање МСС — Прогрес МС-2.[31]

### Април
- 2. април — Након 22 године примирја у региону Нагорно Карабаха ескалирали сукоби између јерменских и азербејџанских трупа, страдало најмање 30 војника и један цивил.
  - Америчка компанија Blue Origin по трећи пут успешно лансирала суборбиталну ракету New Shepard. Ракета је носила капсулу за људску посаду у којој ће моћи да се превози до шест особа. И капсула и ракета су се након достизања свемира (изнад 100 km надморске висине) успешно приземљиле.[32]
- 5. април — Кинеска ракета-носач Дуги марш 2Д у ниску Земљину орбиту успешно доставила вишекратни истраживачки сателит , који ће се након неколико седмица у орбити вратити на Земљу.[33]
- 8. април — Ракета-носач Фалкон 9 1.1  у ниску Земљину орбиту успешно је доставила аутоматску капсулу за снабдевање МСС — Драгон CRS-8. По одвајању од другог степена, први степен ракете успешно слетео на аутономни брод за слетање ракета-носача у Атлантском океану.[34]
- 10. април — На југозападу Индије погинуло је више од 100 људи у пожару који је букнуо у храму, где се маса окупила како би посматрала ватромет.
- 12. април — Председник Македоније Ђорђе Иванов донео је одлуку о поништавању свих поступака који се воде против политичара на власти и у опозицији.
- 14. април — Владимир Гројсман је именован за премијера Украјине после оставке Арсенија Јацењука.
- 15. април — Два земљотреса који су погодили јапанско острву Кјушу су усмртили најмање 40 и повредили више од 1500 особа.
- 17. април — У земљотресу магнитуде 7,8 степени који је погодио Еквадор погинуло је најмање 272 људи, а повређено више од 2.500 особа.
- 24. април — На парламентарним изборима у Србији победу је однела владајућа коалиција окупљена око Српске напредне странке.
- 25. април --- Извршено противправно рушење објеката у Савамали. Током ноћи, маскирани људи са фантомкама и багерима рушили су некретнине у Херцеговачкој улици. Пролазници су били везивани, одузимали су им се телефони. Полиција се није одазивала на позиве и изашла је на терен тек 10 дана касније кад није могла да изврши увиђај јер су градске власти уклониле рушевине. Чувар зграда у тој улици је касније преминуо.
- 25. април — Руска ракета-носач Сојуз 2.1а у ниску Земљину орбиту доставила сателит Сентинел 1Б за радарско мапирање Земље. Поред главног терета, у орбиту су достављена и три мања сателита, као и сателит  којим ће се испитати универзалност слободног пада са тачношћу 100 пута већом од оне која се може постићи на Земљи.
- 28. април — Са руског космодрома Восточни успешно спроведено прво лансирање ракете Сојуз 2.1а.[35]
- 28. април — Индијска ракета-носач PSLV-XL у средњу Земљину орбиту доставила навигациони сателит IRNSS-1G, део индијског регионалног навигационог система.
- 29. април — Коалиција ДСС-Двери, према коначним подацима РИК-а, спуштена је испод цензуса на 4,99% освојених гласова за 1 глас. Опозиција најавила протесте оптуживши РИК за изборну крађу.
  - РИК одлучио да се због бројних не правилности понови гласање које ће бити одржано 4. маја на 15 бирачких места на којима су поништени избори.

### Мај
- 6. мај — Ракета-носач Фалкон 9 1.1  у геосинхрону трансферну орбиту успешно је доставила комуникациони сателит JCSAT-14 јапанске компаније . По одвајању од другог степена, први степен ракете успешно слетео на аутономни брод за слетање ракета-носача у Атлантском океану.[36]
- 12. мај — Сенатори Бразила гласали су 55 према 22 за опозив председнице Дилме Русеф чиме је она аутоматски суспендована за своје функције.
  - Амерички противракетни штит у Европи активиран у Румунији, готово деценију након што је Вашингтон предложио НАТО-у заштиту од иранских ракета. Москва је изјавила да штит није намењен против непостојеће претње из Ирана, већ против Русије.
- 15. мај — Кинеска ракета-носач Дуги марш 2Д у ниску Земљину орбиту успешно је доставила шпијунски сателит .
- 24. мај — Током болничког лечења на Војномедицинској академији у Београду преминуо је Слободан Танасковић, чувар објеката у Херцеговачкој улици.
- 24. мај — Руска ракета-носач Сојуз-2.1а у средњу Земљину орбиту успешно је доставила два сателита европског навигационог система Галилео.
- 27. мај — Ракета-носач Фалкон 9 1.1  у геосинхрону трансферну орбиту успешно је доставила комуникациони сателит Thaicom 8 тајландске компаније . По одвајању од другог степена, први степен ракете успешно слетео на аутономни брод за слетање ракета-носача у Атлантском океану.[37]
- 29. мај — Руска ракета-носач Сојуз-2.1б у средњу Земљину орбиту успешно је доставила два сателита руског навигационог система GLONASS.
- 30. мај — Кинеска ракета-носач Дуги марш 4Б у ниску орбиту успешно је доставила сателит Ziyuan III-02 за надгледање Земље. Поред кинеског сателита, у орбиту је достављен и аргентински сателит , који ће се такође користити за прикупљање фотографија Земљине површине.

### Јун
- 1. јун — У 12.00 часова по локалном времену свечано отворен Готардски базни тунел, највећи и најдубљи тунел за железнички саобраћај на свету;[38]
- 2. јун — Посланици немачког Бундестага готово једногласно усвојили декларацију о Геноциду над Јерменима у Турској током Првог светског рата;
- 3. јун — Конституисан је једанаести сазив Народне скупштине Републике Србије.
- 4. јун — Руска ракета-носач Рокот у ниску орбиту доставила војни сателит  којим ће се из орбите вршити геодезија.[39]
- 9. јун — Руска ракета-носач Протон М у геосинхрону трансферу орбиту доставила амерички комуникациони сателит Intelsat 31. Један од четири мотора другог степена угасио пре времена, али је горњи степен Бриз-М успео да компензује продуженим сагоревањем тако да је сателит достављен у планирану орбиту.[40]
- 10. јун — 10. јул — Европско првенство у фудбалу 2016. у Француској;
- 11. јун — Америчка ракета-носач Делта IV Хеви у геостационарну орбиту успешно је доставила шпијунски сателит Националног уреда за извиђање. Ово је највећи сателит на свету и из орбите прикупља податке о лансирањима из целог света. Процењује се да поседује радарску антену пречника већег од 100 метара.[41]
- 12. јун — У пуцњави у ноћном клубу у Орланду на Флориди убијено 50 особа.
- 16. јун — Хрватски сабор је изгласао неповерење премијеру Тихомиру Орешковићу.
- 17. − 19. јун — У посети Србији боравио кинески председник Си Ђинпинг. Кинеског председника дочекало стотине грађана и преко 800 новинара. Међудржавне делегације потписале бројне међудржавне споразуме.
- 19. јун — Америчка компанија Blue Origin по четврти пут успешно лансирала ракету New Shepard са капсулом за људску посаду. Ракета се након лета успешно приземљила, док су се код капсуле намерно отворила само два од три падобрана како би се испитало да ли ће и тако успешно слетети, што се и догодило.
- 20. јун — Београд и Панчево погодило незапамћено олујно невреме праћено крупним градом, јаким ветром и великом количином падавина. На подручју индустријског комплекса петрохемије у Панчеву се формирао торнадо F2 категорије носећи кровове са кућа, чупајући дрвеће из корења, а у самом граду је падао град величине тениске лоптице причинивши огромну материјалну штету разбијајући црепове, прозоре и аутомобиле. Снажан суперћелијски облак који се формирао у околини Београда прешао је пут од преко 2500 km све до Москве.
- 23. јун — Заказан референдум о чланству Уједињеног Краљевства у ЕУ
  - Британци су се тесном већином од 51,89% — 49,11% на референдуму изјаснили за излазак Уједињеног Краљевства из Европске уније.
  - Након више од 20 година, успостављени су директни летови између Београда и Њујорка летелицом Ербас А330 Ер Србије.
  - Торнадо праћен великим падавинама и градом је усмртио најмање 98 особа и повредио око 800 особа у источној кинеској покрајини Ђангсу.
- 24. јун — Британски премијер Дејвид Камерон поднео је оставку након референдума који је одржан дан раније, а на ком су се грађани те земље изјаснили за излазак из ЕУ.
- 26. јун — Нове преводнице Панамског канала пуштене су у саобраћај након деветогодишње изградње.
- 27. јун — Реџеп Тајип Ердоган упутио је извињење Владимиру Путину за смрт руског пилота након што је 24. новембра 2015. године турско ваздухопловство оборило руски авион Су-25 изнад северне Сирије.
- 28. јун — У терористичком нападу на аеродром Ататурк у Истанбулу убијено је 36, а рањено најмање 147 особа.
- 29. јун — Председник Руске Федерације Владимир Путин, након телефонског разговора са турским колегом Реџепом Тајипом Ердоганом наложио укидање економских санкција Турској које је Русија увела због обарања руског војног авиона Су-25 изнад сиријско-турске границе.
- 30. јун — ЕУ није дала сагласност за отварање поглавља 23. и 24. у предприступним преговорима Србији због противљења Хрватске и Велике Британије, док су Турској и Црној Гори отворена поглавља.

### Јул
- 1. јул — Српски репер Дада објавио је албум Ни на небу ни на земљи после шест година од изласка његовог првог албума.
  - 1. јул — Уставни суд Аустрије је поништио резултате другог круга председничких избора 2016. и наложио њихово понављање.
- 2. јул — 5 особа је убијено, а 20 рањено у пуцњави у кафићу у Житишту крај Зрењанина.
- 3. јул — Након оштре реакције званичника Србије да јој се не отворе поглавља 23. и 24. у претприступним преговорима о чланству у ЕУ и навела могућност преиспитивања даље своје политике према учлањењу у тај политички савез, своју сагласност је дала Велика Британија да се Србији отвори поглавље 23.
  - У експлозији две бомбе у Багдаду погинуло је најмање 231 особа, а рањено најмање 200.
  - Кина завршила изградњу Пет стотина метарског радио-телескопа (енгл. Five hundred meter Aperture Spherical Telescope, FAST); последњи од 4.450 троугластих панела постављен је на своје место. Пречник телескопа је, како и само име сугерише, 500 метара, али пријемник ефективно прима сигнал са површине пречника око 300 метара. Планирано је да телескоп почне са радом у септембру.[42]
- 4. јул — Након разговора премијера Србије Александра Вучића и немачке канцеларке Ангеле Меркел, Хрватска је следила став Велике Бриатаније која је укинула блокаду и на поглавље 24. укинувши блокаду Србији на оба поглавља наставка ЕУ интеграција.
  - Насина сонда Јунона успешно ушла у орбиту око Јупитера. Сонда ће током 20 месеци направити 33 орбите и уз помоћ 8 инструмената истражити унутрашњу структуру највеће планете Сунчевог система.[43]
- 7. јул — У 01.36 UTC ракетом Сојуз са космодрома Бајконур лансирана трочлана посада ка Међународној свемирској станици. Посаду чине Анатолиј Иванишин из агенције Роскосмос, Кетлин Рубенс из Насе и Такуја Ониши из јапанске агенције JAXA.[44] Ово је први лет Сојуза „МС” (модернизовани системи).[45]
  - Пет полицајаца је убијено у Даласу, током протеста након убистава Афроамериканаца у Батон Ружу и Фалкон Хајтсу.
- 10. јул — Репрезентација Португалије је освојила Европско првенство у фудбалу, пошто је у финалу после продужетака победила Француску са 1 : 0.
  - Енди Мари је тријумфовао на Вимблдону, пошто је у финалу победио Милоша Раонића са 6 : 4, 7 : 6, 7 : 6.
- 13. јул — Тереза Меј је заменила Дејвида Камерона на месту лидера Конзервативне странке и постала је премијер Уједињеног Краљевства.
- 14. јул — Најмање 84 људи изгубило је живот, а 100 је повређено на шеталишту у Ници пошто је камион улетео међу шетаче током прославе Дана пада Бастиље. Возач камиона убијен, у возило пронађене ручне гранате и наоружање.
- 15. јул — Део турске војске је покушао државни удар против турског председника Реџепа Тајипа Ердогана. Погинуло је најмање 290 и рањено више од 1.400 особа, а уследила су и хапшења преко 6.000 људи.
  - Народна скупштина Републике Српске усвојила је Одлуку о расписивању референдума о Дану Републике. Референдум би требало да буде одржан 25. септембра, када ће грађани одговорити "Да ли подржавају да се 9. јануар обиљежава и слави као Дан Републике Српске.
- 17. јул — Одбојкаши Србије освојили су Светску лигу у одбојци за 2016. годину.
  - У главном граду Јерменије, Јеревану, наоружана група упала је у полицијску станицу и као таоца узела шефа полиције Валерија Осипјана. У нападу је убијена најмање једна особа а више је рањено.
- 18. јул — Најмање 5 људи је убијено и 7 повређено током напада на полицијску станицу у Алматиу, највећем граду Казахстана.
  - Србија и званично отворила поглавља 23 и 24 у приступним преговорима са ЕУ.
  - У нападу младог мигранта авганистанског порекла на путнички воз у Немачкој, секиром и ножем је рањено 18 особа (од којих се три боре за живот); нападача је убила полиција, а одговорност за овај напад је преузела Исламска Држава.
- 21. јул — Најмање 22 особе су се утопиле у Средоземном мору покушавајући услед немогућности живота у Либији доћи у Европу и добити азил.
- 22. јул — Жупанијски суд у Загребу у потпуности је поништио пресуду кардиналу Алојзију Степинцу који је одмах после Другог светског рата осуђен на 16 година затвора. Захтев за поништење пресуде поднео је Степинчев рођак Борис, а одлуку суда је потписао судија Иван Турудић.
  - Најмање девет особа је убијено у пуцњави у тржном центру у Минхену.
- 23. јул — Најмање 80 особа је убијено и 230 повређено у терористичком нападу у Кабулу, када су бомбаши самоубице напали миран протест; одговорност за терористички напад је преузела Исламска Држава.
  - Више од 87 особа је погинуло (576 се води као ’погинули или нестали’) и 16 милиона евакуисано услед поплава и клизишта у Кини.
- 24. јул — Најмање 20 особа је страдало и 17 рањено у самоубилачком нападу терористе у главном граду Ирака, Багдаду; одговорност за терористички напад је преузела Исламска Држава.
- 25. јул — У невремену које је касно после подне погодило Александровац, од удара грома на лицу места погинула је 15-годишња девојчица, док је њена вршњакиња, с којом је била у друштву, вечерас преминула у крушевачкој болници од задобијених повреда.
- 29. јул — Председница ДСС Санда Рашковић Ивић поднела је оставку на ту функцију због неслагања у вези са формирањем локалних коалиција са СНС, нарочито у централним београдским општинама.
- 31. јул — Новак Ђоковић је освојио 30. мастерс турнир у каријери, победивши Кеја Нишикорија у финалу Торонта са 2 : 0 у сетовима.

### Август
- 1. август — Америчка војска извела је ваздушне ударе на положаје самозване Исламске државе у сиријском граду Сирту на захтев либијске владе.
  - Руски војни хеликоптер Ми-8 оборен у сиријској провинцији Идлиб; погинуло пет руских војника.
- 5—21. август — Летње олимпијске игре 2016. у Бразилу.
- 6. август — Терористички напад у Белгији догодио се по подне у месту Шарлроа, када је радикални исламиста, уз повике "Алаху акбар" мачетом напао две полицајке на дужности.
  - Најмање 21 особа је погинула и око 100 је повређено у великом невремену које је захватило Скопље.
- 11. август — Изабрана нова Влада Републике Србије, коју су формирали коалиција Српска напредна странка-СДПС и ПУПС и коалиција СПС и ЈС, на челу са лидером СНС-а Александром Вучићем. Важније ресоре заузели Ивица Дачић — први потпредседник Владе и шеф дипломатије, Зоран Ђорђевић — министар одбране, Нела Кубуровић — министар правде, Душан Вујовић — министар финансија и привреде.
  - Премијер Александар Вучић и министри положили заклетву пред парламентом, чиме је почео да тече мандат нове владе. Након полагања заклетве, интонирана је химна "Боже правде". Влада је изгласана са 163 гласа "за" и 62 "против".
- 15. август — 27 особа је погинуло и 38 повређено када се аутобус у близини Катмандуа (Непал) сурвао са планинског пута у провалију.
- 16. август — Кинеска национална свемирска администрација (CNSA) успешно је лансирала Моци (墨子 / QUESS) — аустријско-кинески сателит Кинеске академије наука, први икада са системом квантне дистрибуције кључева (QKD).
- 17. август — Пожар који је 16. августа избио у Калифорнији приморао је власти на евакуацију више од 82.000 грађана источно од Лос Анђелеса; спаљено је преко 12.000 хектара и угрожено најмање 34.500 домова.
- 20. август — У бомбашком нападу који је на венчању у Газијантепу (јужна Турска) извело дете, убијено је најмање 50 особа.
- 21. август — Летње олимпијске игре 2016. свечано су затворене на Маракани у Рио де Жанеиру.
  - Део православне цркве Преображења Господњег у строгом центру Сарајева запаљен је тако што је кроз прозор убачена запаљива материја.
- 24. август — Земљотрес јачине 6,2 степена је погодио централну Италију, усмртивши више од 247 особа.
  - Оружане снаге Републике Турске започеле су копнену офанзиву на територији Сирије против снага Исламске државе и сиријских Курда под називом Штит Еуфрата преусмеривши војне операције на северни сиријски град Џараблус.

### Септембар
- 8. септембар — У 23.05 UTC агенција Наса лансирала OSIRIS-REx мисију која ће покупити узорак са астероида 101955 Бену. За лансирање је коришћена ракета Атлас V−411, а сонда ће узорке астероида на Земљу вратити 2023. године.[46]
- 9. септембар — Северна Кореја је извела своју пету и највећу до сада (јачина: око 25 килотона) нуклеарну пробу.
- 11. септембар — У земљотресу магнитуде 5,3 који је погодио Скопље, повређено је око 100 особа.
  - На ванредним парламентарним изборима у Хрватској победу је однела Патриотска коалиција окупљена око Хрватске демократске заједнице.
    - Станислас Вавринка је освојио Отворено првенство САД у тенису 2016. савладавши у финалу Новака Ђоковића.
- 12. септембар — Од последица поплава у Северној Кореји погинуле су најмање 133 особе, око 400 је несталих, те преко 100.000 примораних да напусте домове.
- 17. септембар — Уставни суд БиХ одбио је захтев за преиспитивање одлуке Уставног суда Босне и Херцеговине чиме је коначно потврђено да се дан Републике Српске 9. јануар сматра неуставним.
  - Снаге међународне антитерористичке коалиције предвођене САД бомбардовале су положаје сиријске армије код града Дејр ел Зора, саопштили су представници сиријске армије.
- 18. септембар — 
  - Под слоганом "Љубав мења свет" у Београду је одржана Парада поноса 2016 коју је обезбеђивао већи број припадника полиције и жандармерије. Манифестација протекла без инцидената. Учесници Параде поноса прошетали су од Славије до Трга републике, где се концертом манифестација званично завршила.
  - На парламентарним изборима у Русији, победила је странка Јединствена Русија под вођством Дмитрија Медведева која је освојила 54,19% и тиме стекла двотрећинску већину у Руској Думи.
- 19. септембар — Генерал и бивши начелник Главног штаба Армије Републике БиХ Сефер Халиловић, изјавио је како спровођење референдума у Републици Српској значи распакивање Дејтонског мировног споразума и запријетио сукобом у којем ће Српска нестати од 10 до 15 дана.
- 20. септембар — Александар Вучић је наступио као један од говорника на годишњој конференцији Клинтонове фондације (Clinton Global Initiative - CGI) од 19. до 21. септембра у Њујорку. Као подршка фондацији уплатио је 2 милиона долара из буџета Републике Србије.
- 22. септембра — Председник Републике Српске Милорад Додик се састао у Москви са председником Руске Федерације Владимиром Путином. Пред одлазак у Русију, Додик је потврдио да ће Путина упознати са разлозима одржавања референдума о Дану Републике, односно са чињеницом да његов циљ није сецесија, већ изјашњавање народа Српске о заштити виталних интереса.
- 24. септембар — На изборима за председника Демократске странке Драган Шутановац освојио 60% гласова и постао нови лидер странке.
- 25. септембар — Референдум о Дану Републике Српске.

### Октобар
- 2. октобар — Локални избори у Босни и Херцеговини.
- 3. октобар — Керсти Каљулаид је изабрана за председницу Естоније.
- 8. октобар — Скупштина Косова усвојила је у другом читању Нацрт закона о металуршком комбинату Трепча којим се предвиђа 80% власништва владе у Приштини над Трепчом и улазак владе у могућа партнерства са приватним сектором.
- 9. октобар — Ураган Метју до сада је однио преко 1.000 живота на Хаитију.
- 19. октобар — У 8.03 UTC руска летелица Сојуз полетела са нова три члана Експедиција 49 / 50 Међународне свемирске станице. Посаду чине Сергеј Рижиков, Андреј Борисенко и Роберт Кимбро.
- 23. октобар — За председника Српске демократске странке изабран је Вукота Говедарица.
- 24. октобар — Премијер Србије Александар Вучић изјавио је вечерас да су српски безбедносни органи установили појачано дејство, са већим бројем припадника, страних обавештајних служби и са запада и са истока, на територији наше земље, а против њених интереса.
- 26. октобар — Земљотреси јачине 6 и 5,4 степени по Рихтеровој скали погодили су централну Италију.
- 29. октобар — На углу Булевара ЈНА и Улице Јакова Галуса, недалеко од куће премијера Србије Александра Вучића у Јајинцима, пронађена је једна зоља, четири ручне бомбе, 100 комада муниције калибра 7,62 милиметра.
- 31. октобар — Као 12. председник Либана, након 2,5 године а из 46. покушаја изабран је генерал Мишел Аун, председник Аунистичке партије (FPM).

### Новембар
- 4. новембар — Женска мрежаста жирафа по имену Луга напунила је 35 година и тако постала најстарија од свих познатих жирафа.
- 7. новембар — Данијел Ортега из странке FSLN убедљивом је победом освојио трећи узастопни мандат председника Никарагве.
- 8. новембар — Југозападну и Јужну Србију погодиле су велике поплаве након обилних падавина.
  - На Председничким изборима у САД, кандидат Републиканске странке Доналд Трамп постао нови шеф Беле куће победивши противкандидаткињу Демократске странке Хилари Клинтон.
    - Обала Слоноваче је након референдума одржаног 30. октобра донела нови устав, чијим је проглашењем настала Трећа Република.
- 9. новембар — Индија је демонетизовала новчанице од 500 и 1000 рупија да би смањила количину новца на црном тржишту.
- 13. новембар — Генерал Румен Радев, кога је подржала Бугарска социјалистичка партија, изабран је за председника републике Бугарске.
  - Игор Додон, лидер проруске Партије социјалиста Републике Молдавије, изабран је јуче за председника републике Молдавије.
- 17. новембар — Планирано полетање руске летелице Сојуз са нова три члана Експедиција 50 / 51 на Међународној свемирској станици. Посаду чине Олег Новицки, Тома Песке и Пеги Витсон.

### Децембар
- 4—18. децембар — Европско првенство у рукомету за жене 2016. у Шведској
- 4. децембар — Александер Фан дер Белен је изабран за председника Аустрије у другом кругу поновљених председничких избора.
  - Италијански премијер Матео Ренци је поднео оставку након неуспеха италијанског уставног референдума.
- 9. децембар — Председница Јужне Кореје Парк Гун Хеј је смењена након корупционашког скандала.
- 10. децембар — Најмање 38 особа је погинуло, а још 166 рањено у две експлозије које су одјекнуле код стадиона фудбалског клуба Бешикташ у Истанбулу.
- 11. децембар — У експлозији цистерне за превоз нафте северозападно од Најробија погинуле су најмање 42 особе.
  - На ванредним парламентарним изборима у Македонији, победила је тесном већином ВМРО-ДПМНЕ испред опозиционе СДСМ.
- 15. децембар — Након потписивања Бриселског споразума о телекому, Kосову је одобрен међународни позивни број 383.
- 18. децембар — На истоку Украјине, после две године дошло до веће ескалације сукоба када је пет украјинских војника погинуло у борби с проруским сепаратистима, а борбе су се водиле наредних дана око места Дебаљцеве где је погинуло на десетине украјинских војника.
- 19. децембар — Руски амбасадор у Турској Андреј Карлов убијен на отварању изложбе посвећене Русији у Анкари.
  - Најмање 12 особа је погинуло, а 48 повређено када се возач камиона закуцао у штандове божићног сајма у Берлину.
  - У највећем швајцарском граду Цириху непознати мушкарац упао је у џамију и отворио ватру на људе у тренутку молитве, полиција је саопштила да су три мушкарца старости 30, 35 и 56 година задобила тешке повреде.
  - Чланови Електорског колегијума дали су више од 270 гласова Доналду Трампу што му је омогућило да званично постане председник САД.
- 20. децембар — Експлозија на пијаци ватромета у мексичком граду Тултепеку је усмртила најмање 32 особе и повредила више од 50.
- 22. децембар — Сиријски град Алеп је у потпуности ослобођен од побуњеника Нусра Фронта што је највећа победа сиријске владе у рату који траје већ готово шест година.
  - Турске снаге и такозвана Слободна сиријска армија повукле су се из западних делова северног сиријског града Ал Баба, након жестоке контраофанзиве Исламске државе после које су се дали у повлачење.
- 25. децембар — Руски војни авион са 92 путника и члановима посаде срушио се на путу из Сочија према Сирији у Црно море, међу путницима војног авиона су били и чланови ансамбла "Александар Александров", некадашњег хора Црвене армије.
- 27. децембар — Тужилаштво за организовани криминал обуставило је истрагу против Богољуба Карића због злоупотребе положаја одговорног лица након 11 година.
- 28. децембар — Српска тенисерка Ана Ивановић објавила је крај професионалне каријере.
- 31. децембар — Последње преостале америчке, британске и аустралијске војне трупе повући ће се из Авганистана.

## Рођења
- 2. март — Принц Оскар Карл Олоф, војвода од Сканије [млађе дете Викторије Ингрид Алис Дезире, престолонаследнице Шведске, војвоткиње од Вестерготланда]

## Смрти

### Јануар
- 2. јануар — Нимр ел Нимр, ауторитативни шиитски шеик и верски проповедник из Саудијске Арабије (*1959)
- 3. јануар:
  - Душан Голумбовски, српски глумац (*1941)[47]
  - Петер Наур, дански информатичар (*1928)[48]
- 4. јануар:
  - Душко Кораћ, српски спортски новинар и коментатор РТС-а (*1955)
  - Ото Лого, српски вајар (*1931)
- 5. јануар — Пјер Булез, француски композитор, диригент и писац (*1925)
- 6. јануар — Силвана Пампанини, италијанска глумица (*1925)[49]
- 7. јануар — Ашраф Пехлеви, персијска принцеза (*1919)
- 8. јануар — Андре Куреж, француски модни дизајнер (*1923)
- 9. јануар — Марија Тереза де Филипс, италијанска возачица трка (*1926)
- 10. јануар — Дејвид Боуи, британски кантаутор (*1947)[50]
- 11. јануар — Аледо Мелони, аргентински новинар (*1912)
- 12. јануар:
  - Милорад Рајовић, српски фудбалер (*1955)
  - Иван Букавшин, руски шаховски велемајстор (*1995)
- 13. јануар — Захарије Трнавчевић, српски новинар и политичар (*1926)[51]
- 14. јануар:
  - Алан Рикман, британски глумац (*1946)[52]
  - Рене Анжелил, канадски певач; муж и дугогодишњи менаџер Селин Дион (*1942)[53]
- 15. јануар — Олександр Шевченко, украјински научник, новинар и политичар, члан Врховне Раде (*1937)
- 16. јануар — Руди Мигеј, канадски хокејаш словачког порекла (*1928)
- 17. јануар — Карина Јарнек, шведска певачица и уметница (*1962)
- 18. јануар:
  - Глен Фреј, амерички музичар (*1948)[54]
  - Мишел Турније, француски писац (*1924)[55]
- 19. јануар — Еторе Скола, италијански сценариста и филмски режисер (*1931)[56]
- 20. јануар — Чанг Јунг-Фа, тајвански бизнисмен из Евергрин групе, дела конгломерата за транспорт и испоруку робе (*1927)
- 21. јануар — Стефани Чек Рејдер, шпијун америчког порекла (*1915)
- 22. јануар — Хомајун Бехзади, ирански фудбалер и тренер (*1942)
- 23. јануар:
  - Жужи Јелинек, хрватска модна дизајнерка, стилисткиња и писац (*1920)
  - Јосип Фишчић, хрватски политичар (*1949)
- 24. јануар:
  - Џејмс „Џими” Стјуарт Бејн, шкотски басиста Рејнбоуа и Дија који је свирао с Ронијем Џејмсом Диом (*1947)
  - Марвин Мински, амерички математичар (*1927)
- 25. јануар — Калпана Рањани, индијска глумица (*1965)[57]
- 26. јануар — Блек, енглески музичар (*1962)
- 27. јануар — Питер Бејкер, енглески фудбалер (*1931)
- 28. јануар — Роберт Кортни, параолимпијски атлетичар (*1960/61)
- 29. јануар:
  - Жан-Мари Доре, 11. премијер Гвинеје током 2010. године (*1938)
  - Јевгениј Чернов, совјетски руски вицеадмирал и Херој Совјетског Савеза (*1930)
  - Жак Ривет, француски филмски режисер и критичар (*1928)[58]
- 30. јануар:
  - Френк Финли, британски глумац (*1926)[59]
  - Франсиско Перез, председник Салвадора (*1959)
  - Пируз Артин Калфајан, египатска филмска дечја глумица и плесачица из Каира (*1943)
- 31. јануар:
  - Беноа Виолије, француско-швајцарски кувар проглашен „најбољим светским главним куваром” (*1971)
  - Сер Тери Воган, ирско-британски емитер (*1938)[60]
  - Роко Зито, канадски и италијански озлоглашени мафијаш из Фјумаре (*1928)

### Фебруар
- 1. фебруар:
  - Душан Велкаверх, словеначки текстописац пореклом из британскогвајанског главног града Џорџтауна (*1946)
  - Оскар Умберто Мехија Викторес, 27. председник Гватемале (*1930)
  - Бернар Пирас, француски политичар (*1942)
- 2. фебруар
  - Срђан Калембер, југословенски и српски кошаркаш (*1928)[61]
  - Мануел Тененбаум, уругвајски педагог, историчар, филантроп и бивши председник Јеврејског конгреса Латинске Америке (*1934)
- 3. фебруар:
  - Јожеф Каса, политичар, економиста и банкар мађарског порекла који је живео у Србији (*1945)[62]
  - Анхела Ерминија Ламберти, аргентинска певачица, глумица и ведета из кабареа (*1927)
  - Балрам Џакар, индијски политичар, парламентарац и гувернер савезне државе Мадја Прадеш (*1923)
  - Морис Вајт, амерички кантаутор (*1941)
- 4. фебруар:
  - Едгар Мичел, амерички астронаут, уфолог и парапсихолог; пилот Апола 14 и шеста особа по реду која је ходала по Месецу (*1930)[63]
  - Дејв Мира — светски познат беемиксциклиста и екстремни спортиста по ком су и видео-игре добијале име (*1974)
  - Драгољуб Живојиновић, српски историчар и академик САНУ (*1934)[64]
- 5. фебруар — Рафаел Шумахер, италијански глумац који се угушио на позорници (*1988)
- 6. фебруар:
  - Аниса Маклуф, сиријски политички матријарх и прва дама (*1930)
  - Данило Николић, српски књижевник (*1926)
- 7. фебруар — Константинос Деспотопулос, грчки филозоф и политичар (*1913)
- 8. фебруар:
  - Рој Сењерес, филипински политичар и дипломата те амбасадор за УАЕ (*1947)
  - Џон Дисли, велшки тркач (препоне), освајач бронзе на ОИ 1952. и кооснивач Лондонског маратона (*1928)
- 9. фебруар:
  - Здравко Толимир, српски војсковођа и југословенски војни командант у Рату у БиХ (*1948)
  - Сушил Коирала, непалски политичар (*1939)[65]
- 10. фебруар:
  - Кристофер Раш, амерички илустратор по знат по раду на игри Magic: The Gathering (*1965)
  - Фил Гартсајд, енглески бизнисмен и председавајући ФК Болтон вондерерси (*1952)
- 11. фебруар:
  - Јакоб Франк Дензингер, чувар у пет нацистичких концентрационих кампова широм трију земаља током периода вршења холокауста (*1924)
  - Сер Тимоти Хју Беван, енглески баштиник, адвокат и банкар (*1927)
  - Хуан Мартин Мујица Фереира, уругвајски фудбалер и менаџер (*1943)[66]
- 12. фебруар:
  - Јан Су, кинески драматург и текстописац (*1930)
  - Сосен Ангер Олсен Крог, норвешка драматуршкиња и сценска и филмска глумица (*1923)
  - Јанис Калацис, грчки цртач стрипова (*1945)
  - Кени Истердеј, амерички глумац и „човек са пола тела” тј. оболели од сакралне агенезе (*1973)[67]
- 13. фебруар:
  - Слободан Сантрач, српски и југословенски фудбалер и менаџер (*1946)[68]
  - Трифон Маринов Иванов, бугарски фудбалски интернационалац и одбрамбени играч (*1965)[69]
  - Борек Шипек, чешки архитекта и дизајнер (*1949)
  - Сер Ерик Кристофер Зиман, британски математичар, геометријски тополог и теоретичар сингуларитета (*1925)
  - Нејтан Барксдејл, балтиморски дилер дроге драматизован у ХБО-овој серији Жица (*1961)
  - Антонин Скалија, амерички правник (*1936)
- 14. фебруар:
  - Веслав Рудковски, пољски боксер и сребрни олимпијац 1972. у Минхену (*1946)
  - Мичел Хигинботам, амерички ветеран из Другог светског рата из Таскиги ермен групе пилота (*1921)
  - Анандакутан, индијски кинематограф (*1955)
- 15. фебруар:
  - Дениз Катрина Метјуз (Ванити), канадска певачица, манекенка, плесачица и глумица (*1959)
  - Едвард Т. Фут II, амерички едукатор и председник Универзитета у Мајамију од 1981. до 2001. (*1937)
- 16. фебруар:
  - Јоже Погачник, словенски филмски режисер и сценариста (*1932)[70]
  - Срђан Диздаревић, југословенски и босански новинар, дипломата и активиста (*1952)
  - Бутрос Бутрос-Гали, египатски дипломата и бивши генерални секретар Уједињених нација (*1922)
- 17. фебруар — Александар Иљич Гутман, руски филмски режисер јеврејског порекла (*1945)
- 18. фебруар:
  - Пантелис Пантелидис, грчки кантаутор (*1983)
  - Абдул Рашид Кан, индијски вокалиста хиндустанске музике (*1908)[71]
- 19. фебруар:
  - Харпер Ли, америчка списатељка и романсијерка (*1926)[72]
  - Умберто Еко, италијански писац, филозоф, естетичар, семиолог, теоретичар књижевности, есејист и историчар средњег века (*1932)
- 20. фебруар:
  - Сје Ђалин, кинески физичар и академик КАНУ (*1920)
  - Ким Сејонђи, јужнокорејски дизач тегова и освајач бронзе на Олимпијским играма 1948. и 1952. те шампион Азијских игара 1954. године (*1918)
- 21. фебруар:
  - Деби Смит, америчка политичарка и чланица Сената Неваде (*1956)
  - Мирослав Маратович Немиров, руски песник панк рока (*1961)[73]
- 22. фебруар:
  - Ралф Даглас V Слокомб, британски кинематограф познат по раду на филмовима Индијана Џоунс (*1913)
  - Кристијана Корси, италијански теквондо борац и европски шампион 2002. године (*1976)
  - Кара Маколум, америчка новинарка, краљица лепоте и Мис Њу Џерзија 2013. године (*1992)
- 23. фебруар:
  - Слободан Ланг, хрватски лекар, професор, дипломата, члан парламента, политичар и саветник за хуманитарна питања првог председника данашње Хрватске Фрање Туђмана (*1945)[74]
  - Доналд Е. Вилијамс, амерички морнарички официр, авијатор, тестни пилот, механички инжењер и Насин астронаут (*1942)
  - Петер Фриц Вили Лустиг, немачки ТВ водитељ, глумац и аутор дечјих књига (*1937)
- 24. фебруар:
  - Адријана Бенети, италијанска глумица (*1919)[75]
  - Сер Петер Кенилореа, политичар Соломонових Острва и премијер ове државе у периоду 1978—1981. и 1984—1986. (*1943)
- 25. фебруар:
  - Ентони „Тони” Бертон, амерички глумац, комичар, боксер и фудбалер познат по улози Тонија „Дјука” Еверса у Рокију (*1937)[76]
  - Џим Кларк, британски филмски режисер познат по филмовима Свет није довољан, Маратонац, Поноћни каубој... и добитник Оскара 1985. године (*1931)
  - Зденек Сметана, чешки уметник, режисер, сценариста и аниматор (*1925)[77]
- 26. фебруар:
  - Ендру Џејмс Батгејт, канадски професионални хокејаш десног крила и Куће славних хокејаша са 17 сезона у НХЛ (*1932)
  - Хуан Конвеј Макнаб, америчко-перуански бискуп у Католичкој цркви / Кулуканенсису од 1988. до 2000. (*1925)
- 27. фебруар:
  - Вид Печјак, словеначки психолог, писац и аутор (*1929)
  - Ли Кун Чој, сингапурски политичар и дипломата, амбасадор ове земље у Јапану, Јужној Кореји, Индонезији и Египту (*1924)
- 28. фебруар:
  - Џорџ „Харис” Кенеди мл., амерички глумац који се појавио у преко двеста филмова и ТВ продукција и који је 1968. године освојио Оскара (*1925)[78]
  - Џек Линдквист, амерички дечји глумац и председник Дизниленда од 1990. до 1993. године (*1927)[79]
- 29. фебруар:
  - Јоханес „Ханес” Лер, немачки међународни фудбалски играч и менаџер познат по игри за ФК Келн (*1942)
  - Хосе Пара Мартинез, шпански фудбалер ФК Еспањола и националне репрезентације (*1925)
  - Мумтаз Кадри, пакистански осуђени убица који је осуђен на смртну казну и обешен (*1985)

### Март
- 1. март:
  - Стјуарт „Џеј” Бек, амерички адвокат и дипломата за Палау (*1946)
  - Луиза Плаурајт, британска глумица (*1956)
  - Илир Хоти, албански економиста и банкар, гувернер Банке Албаније у периоду од 1992. до 1993. и декан Пословног факултета Аљександер Мојисију од 2012. до 2015. године (*1957)
- 2. март:
  - Принц Јохан Георг од Хохенцолерна, немачки принц и историчар уметности (*1932)
  - Обри Кер Маклендон, амерички бизнисмен и оснивач нафтне компаније и компаније за природни гас по имену Амерички енергетски партнери [] (*1959)
  - Беноа Лакроа, квебечки теолог, филозоф, доминикански свештеник, професор медијевистике и историчар средњег века (*1915)
- 3. март:
  - Томе Серафимовски, македонски скулптор и вајар те члан МАСА-е од 1988. године (*1935)[80]
  - Наталија Белогорчевна Леонидовна Крачковскаја, совјетска и руска заслужена артисткиња (*1938)
  - Еиџи Езаки Хајабуса [хајабуса=соко], јапански професионални рвач који је радио за Атуши Онитов FMW (*1968)
- 4. март:
  - Ајатолах Абас Ваез-Табаси, ирански свештеник, велики имам и председавајући џамије Али ибн Муса ел Риза (*1926)
  - Џон Едвард „Џек” Брукс, барон Брукс од Треморфе, велшки политичар и личност из света бокса (*1927)
  - Владимир Сергејевич Јумин, бивши совјетски и руски рвач и олимпијски шампион у рвању слободног стила (*1951)[81]
  - Екрем Јеврић, амерички певач црногорског порекла (*1961)
- 5. март — Пол Куч, играч аустралијског фудбала који је играо за ФК Гилонг и АФЛ (*1964)
- 6. март — Ненси Реган, америчка глумица и прва дама САД (*1921)[82]
- 8. март — Џорџ Мартин, енглески музички продуцент и композитор (*1926)
- 11. март:
  - Драган Николић, српски глумац. (*1943)[83]
  - Кит Емерсон, британски музичар (*1944)
- 13. март — Хилари Патнам, амерички филозоф (*1926)
- 18. март — Гидо Вестервеле, немачки политичар (*1961)
- 22. март — Роб Форд, амерички политичар (*1969)
- 24. март:
  - Јохан Кројф, холандски фудбалер и фудбалски тренер (*1947)[84]
  - Рожер Цицеро, немачки музичар (*1970)
- 26. март — Маринко Маџгаљ, српски глумац, певач и телевизијски водитељ (*1978)
- 29. март — Пати Дјук, америчка глумица (*1946)[85]
- 31. март:
  - Ханс-Дитрих Геншер, немачки политичар (*1927)[86]
  - Хамдија Јусуфспахић, почасни реис-ул-улема Исламске заједнице Србије (*1937)
  - Имре Кертес, мађарски књижевник јеврејског порекла (*1929)[87]
  - Заха Хадид, британско-ирачки архитекта (*1950)

### Април
- 1. април — Пратиша Банерџи, индијска глумица (*1991)[88]
- 2. април — Галијено Фери, италијански стрип цртач и илустратор (*1929)
- 3. април:
  - Лола Новаковић, српска певачица (*1935)[89]
  - Чезаре Малдини, италијански фудбалер и фудбалски тренер (*1932)
- 21. април — Принс, амерички музичар (*1958)[90]

### Мај
- 3. мај — Јадранка Стојаковић, југословенска и босанскохерцеговачка кантауторка (*1950)
- 22. мај — Велимир Бата Живојиновић, српски глумац (*1933)[91]
- 31. мај:
  - Кори Брокен, холандска певачица и победница Песме Евровизије 1957. (*1932)[92]
  - Мухамед Абделазиз, шаравијски политичар (*1947)

### Јун
- 3. јун — Мухамед Али, амерички боксер (*1942)[93]
- 5. јун — Џером Симор Брунер, амерички психолог (*1915)
- 6. јун:
  - Питер Шафер, британски драматург и сценариста (*1926)[94]
  - Виктор Корчној, совјетско-швајцарски шаховски велемајстор (*1931)
- 7. јун — Стивен Кеши, нигеријски фудбалер (*1962)[95]
- 10. јун:
  - Горди Хоу, канадски хокејаш на леду (*1928)
  - Кристина Грими, америчка певачица (*1994)[96]
- 12. јун — Џорџ Војнович, амерички политичар и сенатор српског порекла (*1936)
- 15. јун — Милорад Мандић Манда, српски позоришни и филмски глумац (*1961)[97]
- 19. јун — Антон Јелчин, амерички глумац руског порекла (*1989)[98]
- 27. јун — Бад Спенсер, италијански глумац (*1929)[99]

### Јул
- 2. јул:
  - Мајкл Чимино, амерички редитељ (*1939)[100]
  - Рудолф Калман, амерички инжењер, математичар и проналазач мађарског порекла (*1930)
  - Ели Визел, амерички књижевник румунског порекла (*1928)
- 12. јул — Горан Хаџић, српски политичар и бивши председник Републике Српске Крајине. (*1958)[101]
- 13. јул — Бернардо Провенцано, италијански криминалац (*1933)
- 20. јул — Павел Шеремет, белоруски новинар (*1971)[102]
- 25. јул — Халил Иналџик, турски историчар (*1916)[103]
- 28. јул — Владица Ковачевић, југословенски фудбалер (*1940)[104]
- 31. јул — Симор Паперт, амерички математичар и информатичар (*1928)

### Август
- 2. август — Ахмед Зеваил, египатско-амерички научник (*1946)
- 16. август — Жоао Авеланж, бразилски спортиста (*1916)
- 22. август — Селапан Раманатан, сингапурски политичар (*1924)
- 24. август — Роџер Чен, амерички биохемичар, добитник Нобелове награде за хемију (*1952)
- 25. август — Џејмс Кронин, амерички физичар, добитник Нобелове награде за физику (*1931)[105]
- 29. август — Џин Вајлдер, амерички глумац, сценариста, продуцент и писац (*1933)[106]
- 30. август — Вера Чаславска, чехословачка гимнастичарка (*1942)[107]

### Септембар
- 2. септембар — Ислам Каримов, узбекистански политичар (*1938)
- 5. септембар — Филис Шлафли, амерички писац и политичка активисткиња (*1924)
- 8. септембар — Драгиша Пешић, црногорски политичар (*1954)
- 13. септембар — Џонатан Рајли Смит, енглески историчар (*1938)
- 16. септембар:
  - Карло Ацељо Чампи, италијански политичар и банкар (*1920)
  - Едвард Олби, амерички драмски писац (*1928)
- 28. септембар — Шимон Перес, израелски политичар (*1923)

### Октобар
- 1. октобар — Јован Јовановић, српски суперстогодишњак (*1906)
- 5. октобар — Михал Ковач, словачки банкар и политичар (*1930)
- 9. октобар — Анджеј Вајда, пољски режисер, продуцент и сценариста (*1926)[108]
- 13. октобар:
  - Дарио Фо, италијански драмски писац (*1926)[109]
  - Рама IX, краљ Тајланда (*1927)
- 16. октобар — Кигели V, последњи краљ Руанде (*1936)
- 28. октобар — Николас Бретвејт, гренадски политичар (*1925)
- 29. октобар — Роланд Дјенс, француски класични гитариста (*1955)[110]

### Новембар
- 2. новембар — Олег Попов, совјетски и руски кловн и циркуски уметник (*1930)
- 7. новембар:
  - Ленард Коен, канадски кантаутор и књижевник (*1934)[111]
  - Џенет Рино, главни тужилац САД (*1938)
- 11. новембар — Жељко Чајковски, југословенски фудбалер (*1925)[112]
- 17. новембар — Витни Смит, амерички вексилолог (*1940)
- 25. новембар — Фидел Кастро, кубански политичар (*1926)[113]
- 28. новембар — Марк Тајманов, совјетски и руски шахиста (*1926)

### Децембар
- 8. децембар — Џон Глен, амерички пилот, астронаут, инжењер и сенатор (*1921)[114]
- 11. децембар — Есма Реџепова, македонска певачица ромског порекла (*1943)[115]
- 13. децембар — Томас Шелинг, амерички економиста, добитник Нобелове награде за економију (*1921)
- 18. децембар — Жа Жа Габор, мађарско-америчка глумица (*1917)[116]
- 23. децембар — Весна Вуловић, српска стјуардеса и Гинисова рекордерка (*1950)[117]
- 24. децембар — Ричард Адамс, британски писац (*1920)
- 25. децембар:
  - Љубомир Касагић, српски доктор психологије (*1940)
  - Џорџ Мајкл, енглески певач и композитор (*1963)
- 27. децембар — Кари Фишер, америчка глумица (*1956)
- 28. децембар — Деби Рејнолдс, америчка глумица, певачица и плесачица (*1932)[118]
- 29. децембар — Фердинанд Киблер, швајцарски бициклиста. (*1919)[119]

## Нобелове награде
- Физика — Дејвид Таулес, Данкан Холдејн и Мајкл Костерлиц
- Хемија — Жан-Пјер Соваж, Фрејзер Стодарт и Бен Феринга
- Медицина — Јошинори Осуми
- Књижевност — Боб Дилан
- Мир — Хуан Мануел Сантос
- Економија — Оливер Харт и Бенгт Холмстрем

## Оскар
- 28. фебруар — Глумац Леонардо Дикаприо добио је награду Оскар у категорији Најбољи глумац у главној улози.